# Észak-Alföld
Észak-Alföld (németül: Nördliche Große Tiefebene) a nyolc magyarországi statisztikai régió egyike; az ország északkeleti részében helyezkedik el. Régióként Hajdú-Bihar, Jász-Nagykun-Szolnok és Szabolcs-Szatmár-Bereg vármegyéket foglalja magába. A régió szellemi, kulturális, gazdasági, idegenforgalmi és közlekedési központja Debrecen.

## A régió
A régió első megjelenési formája Prinz Gyula közlekedésföldrajzra alapozott munkájában jelent meg először, hasonlóan a többi mai régióhoz. Az általa Debrecen központtal elképzelt régió a mai Szabolcs-Szatmár-Bereg és Hajdú-Bihar vármegyét, valamint Jász-Nagykun-Szolnok vármegye keleti és Békés vármegye északi felét foglalta magában. Az 1923-ban kialakított új közigazgatási beosztás végül azonban nem erre épült, az itt megjelenő statisztikai régiók egyike sem esett egybe közelítőleg sem a mai Észak-Alföld régióval. Jász-Nagykun-Szolnok a központi, míg a másik (mai) két megye a keleti statisztikai régióba tagozódott be. A két háború közötti időszakban ez a politikai légkörnek köszönhetően így is maradt.
A második világháború után átfogó területi reformtervek jelentek meg, melyek közül az egyik variáció, az országot 9 részre osztó nagymegyés rendszerben az Észak-alföldi felelt meg leginkább mai önmagának, a szolnoki járást, és a Jászságot leszámítva szinte teljesen a ma érvényes határok közé lett felvázolva. A politikai változások azonban elsodorták a sokak által támogatott lehetőséget, szovjet típusú közigazgatást vezettek be az ország területén. Ennek ellenére már az 1950-es években folytatódtak a viták politikai és szakmai szinten is a megyerendszer megváltoztathatóságáért. Általánosságban elmondható, hogy a szocializmus évtizedeiben született régiók kialakítására törekvő közigazgatási javaslatok leginstabilabb eleme Jász-Nagykun-Szolnok megye volt, ami hol teljesen, hol osztva a központi, sőt a Dél-alföldi régióhoz tartozott. 
Az 1971-ben elfogadott Országos Településhálózat-fejlesztési Koncepció teljesen a mai határok között állapította meg a már akkor is statisztikai régióként kezelt Észak-Alföld határát, a pár évvel korábban, 1963-ban elfogadott gazdasági körzetek határaira alapozva.
A rendszerváltás után kialakított köztársasági megbízott rendszerben Jász-Nagykun-Szolnok azonban ismét a központi régióhoz tartozott, az Európai Unióhoz, egyúttal a NUTS rendszerhez való csatlakozás azonban egyre több vitát gerjesztett, a régiók megértek a valós átgondolásra. A különböző felosztási javaslatok azonban mind szakmai, mind politikai téren erős, gyakran a megyerendszerre történelmi szerepére hivatkozó érzelmeket váltott ki, a megyehatárok lényegében megbolygathatatlannak voltak tekinthetők.
A tervezési-statisztikai régió mai kialakítása az Országos területfejlesztési koncepció elfogadásának keretén belül történt meg végül, 1998-ban.
A régió határainak, s egyúttal Magyarország közigazgatásának jövője ma még bizonytalan. Az Észak-alföldi régió határainak módosítására való igény talán itt jelentkezik leggyakrabban a 7 tervezési-statisztikai régió közül, ami leginkább Jász-Nagykun-Szolnok bizonyos részeinek más régióhoz való csatolásában merül fel, azok közlekedési és gazdasági orientálódása miatt.

## Közigazgatás
Az Észak-Alföld régió járásai:
Hajdú-Bihar vármegye
- Balmazújvárosi járás
- Berettyóújfalui járás
- Debreceni járás
- Derecskei járás
- Hajdúböszörményi járás
- Hajdúhadházi járás
- Hajdúnánási járás
- Hajdúszoboszlói járás
- Nyíradonyi járás
- Püspökladányi járás

Jász-Nagykun-Szolnok vármegye
- Jászapáti járás
- Jászberényi járás
- Karcagi járás
- Kunhegyesi járás
- Kunszentmártoni járás
- Mezőtúri járás
- Szolnoki járás
- Tiszafüredi járás
- Törökszentmiklósi járás

Szabolcs-Szatmár-Bereg vármegye
- Baktalórántházai járás
- Csengeri járás
- Fehérgyarmati járás
- Ibrányi járás
- Kemecsei járás
- Kisvárdai járás
- Mátészalkai járás
- Nagykállói járás
- Nyírbátori járás
- Nyíregyházi járás
- Tiszavasvári járás
- Vásárosnaményi járás
- Záhonyi járás

## Legnépesebb települések
| Város            | Lélekszám                      |
| ---------------- | ------------------------------ |
| Debrecen         | 201 704 fő (2024. jan. 1.) +/- |
| Nyíregyháza      | 115 359 fő (2024. jan. 1.) +/- |
| Szolnok          | 66 426 fő (2024. jan. 1.) +/-  |
| Hajdúböszörmény  | 29 310 fő (2024. jan. 1.) +/-  |
| Jászberény       | 25 844 fő (2024. jan. 1.) +/-  |
| Hajdúszoboszló   | 23 918 fő (2024. jan. 1.) +/-  |
| Törökszentmiklós | 19 196 fő (2024. jan. 1.) +/-  |
| Karcag           | 18 270 fő (2024. jan. 1.) +/-  |

## Demográfia
- Lakosság: 1 502 409 fő (2009)
- 0-14 éves korig terjedő lakosság: 17%
- 15-64 éves korig terjedő lakosság: 68%
- 65-X éves korig terjedő lakosság: 15%

- A KSH adatai alapján.

## Turizmus

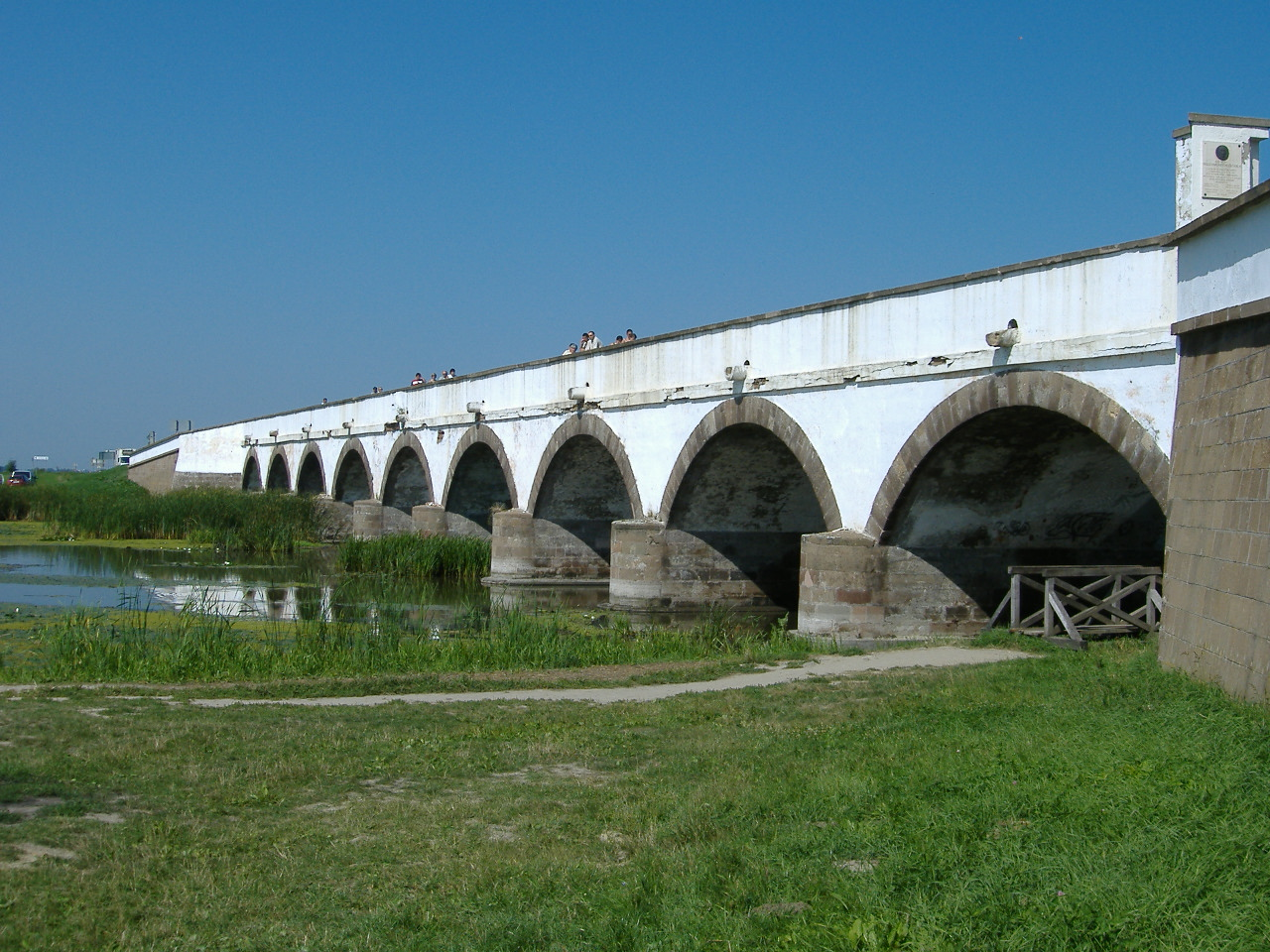
A hortobágyi kilenclyukú híd

Az észak-alföldi régió területének nagyobb része megegyezik az Észak-Alföld turisztikai régióval, egy kisebb része (Jász-Nagykun-Szolnok vármegye északkeleti területe és Hajdú-Bihar vármegye északnyugati csücske) pedig a Tisza-tó turisztikai régióhoz tartozik.

### Hajdú-Bihar vármegye
A megye fő vonzerejét Debrecen történelmi műemlékei és a Hortobágy természeti értékei, néprajzi emlékei és pásztorhagyományai adják, amelyek a világörökség részét képezik. Érdekes látnivalót jelentenek  Monostorpályiban a tubusmagtárak, Nagykerekiben a Bocskai-vár, Nyíracsádon a református templom, Püspökladányban a Szent Ágota híd, valamint a megyeszerte megtalálható kunhalmok és Árpád-kori templomromok (Herpály, Zelemér, Gút). Számos turistát vonzanak a gazdag termál- és gyógyvízkincsre települt strandok és gyógyfürdők is, a vármegye kedvező természeti adottságai pedig bőséges kínálatot nyújtanak a zöldturizmus, lovaglás, horgászat és kerékpározás kedvelőinek. Kiemelkedő látnivalót jelentenek az évenként megrendezett hagyományos nagyrendezvények: a Hortobágyi Lovasnapok és a hídivásár, valamint a debreceni virágkarnevál.
Lásd még: Hajdú-Bihar vármegye turisztikai látnivalóinak listája

### Jász-Nagykun-Szolnok vármegye
A megye kiemelkedő turisztikai vonzerejét jelenti a Tisza-tó, valamint a termálvizeket hasznosító gyógyfürdők (Szolnok, Tiszafüred, Abádszalók, Berekfürdő, Cserkeszőlő, Jászberény, Mezőtúr, Túrkeve). A vármegye szálláshelyeinek többsége a gyógyfürdők szomszédságában lévő kempingekben található. A turisták ellátását ezenkívül a falusi vendéglátás is segíti.
Lásd még: Jász-Nagykun-Szolnok vármegye turisztikai látnivalóinak listája

### Szabolcs-Szatmár-Bereg vármegye
A megye bővelkedik műemlékekben. Nyíregyháza és Nyírbátor hangulatos történelmi belvárosa mellett különleges látnivalót jelentenek a megyeszerte megtalálható jellegzetes, fából épült haranglábak, a 13. századi csarodai templom és a kazettás mennyezetű tákosi református templom. Nyíregyháza és környéke érdekességei közé tartozik a sóstói skanzen és vadaspark, valamint a Nyírvidéki Kisvasút.
Lásd még: Szabolcs-Szatmár-Bereg vármegye turisztikai látnivalóinak listája